# Emilio Carral
Emilio Carral Arce (Santander, 1869-1926) fue un periodista y escritor cántabro. Relojero de profesión, se convirtió en una figura clave en el movimiento obrero cántabro de principios de siglo como director del semanario anarquista Adelante y como promotor de la fundación del Ateneo Popular o de los bomberos voluntarios.

## Biografía
El anarquismo, que había aparecido en la ciudad de Santander en los años 70 del siglo xix por el impulso de la Primera Internacional, tenía todavía gran debilidad a finales de siglo debido a la mayor implantación del socialismo, que será la ideología dominante en la Federación Local de Sociedades Obreras. Sin embargo, en esta época aparece un movimiento libertario ligado a la facción más radical del Partido Federal. De este modo, se funda en 1902 el seminario Adelante, que bajo el lema "Solidaridad y Ciencia", se dedicará a la difusión de las ideas anarquistas y a la divulgación científica de marcado carácter antiteísta. Emilio Carral fue el encargado de administrar la publicación durante su año de duración, contribuyendo en gran medida con sus artículos al crecimiento del anarquismo en la ciudad.
En 1903 se estableció el Centro de Enseñanza Integral y Laica de Santander, un proyecto educativo racionalista y laico dirigido por socialistas y anarquistas, en el que Emilio Carral participó activamente. Estas actuaciones contribuyeron a convertirlo en la figura más relevante y reconocible del movimiento anarquista de la ciudad. Esta relevancia se demostró cuando, en 1902, los anarquistas cántabros lanzaron a los socialistas el reto de enfrentarse en un debate público. Los elegidos para representar sus respectivas posiciones fueron Isidoro Acevedo por parte socialistas, y Emilio Carral del lado anarquista.  El debate, que duró unas 5 horas, se produjo el 8 de diciembre de 1902, y acudieron más de 3.000 personas. El eco del enfrentamiento llegó hasta el mismo Pablo Iglesias, quien en una carta enviada a Acevedo, lo felicitó por lo que los socialistas consideraron un triunfo.
Posteriormente participó en la creación del Ateneo Popular de Santander en 1910, llegando a ocupar el cargo de presidente del mismo en 1914. Durante aquellos años impartió varias conferencias sobre diversos temas, hasta que en 1916 el Ateneo cerró ante la competencia que suponía el nuevo Ateneo de Santander. También dos hijos suyos, Emilio y Libertario (este último de 11 años) participaron en el Ateneo, tomando parte en las veladas literarias. En 1926 el Ateneo Popular fue refundado, y Emilio Carral participó de nuevo en el proyecto, coincidiendo con figuras como el político Bruno Alonso, el cirujano Enrique Diego-Madrazo, o los escritores José María de Cossío, Gerardo Diego y Manuel Llano.
No obstante, Emilio Carral no destacó únicamente por su militancia libertaria, sino que fue una figura de gran importancia para la ciudad al participar en la fundación de los Bomberos Voluntarios, que surgieron en 1894 como consecuencia de la explosión del Cabo Machichaco, en la que murieron 500 personas, incluyendo a la mitad de los bomberos de la ciudad. También destacó por su gran afición al folklore cántabro, siendo el creador de los coros Orfeón Cultura y El sabor de la Tierruca. El primero surgió en 1913 como consecuencia del interés por el canto de algunos miembros del Ateneo, mientras que el segundo fue creado en 1923 debido al interés por la canción montañesa. El propio Emilio Carral escribió algunas canciones, como Retoño cántabro, y hasta se especula con la posibilidad de que fuese el autor de la famosa canción La fuente de Cacho. Fue también el autor de una novela, Tenkia, de ambiente ruso, y una obra de teatro 'El ocaso de los odios', en tres actos y de alto contenido social, que llegó a representarse en varios países sudamericanos, incluido Brasil.
Emilio Carral murió el 29 de noviembre de 1926 en Santander. Al día siguiente se publicó su necrológica en el periódico La Región, donde el escritor Federico Iriarte de la Banda escribió: "Su obra del Ateneo Popular, continuada por un viejo y unos jóvenes en El Parnasillo y la Academia Apolo, y que hoy resurge más potente en el nuevo Ateneo Popular bastaría a perpetuar su recuerdo, para todos, por su bondad, por su cultura".
El 11 de marzo de 1931, apareció una tribuna en La voz de Cantabria escrita por varios socios del Ateneo Popular. En ella se proponía al ayuntamiento que tanto Emilio Carral como Gabriel Maria de Pombo Ibarra, en su condición de "distinguidos montañeses" y fundadores del Ateneo Popular y el Ateneo de Santander respectivamente, tuvieran cada uno una calle en el centro de Santander, para lo que proponían las calles Remedios y Lealtad. El texto, que nunca obtuvo respuesta oficial,  decía de Emilio Carral que "representaba la democracia y el elemento popular; que por su cultura, su austeridad y una vida ejemplar, de abeja trabajadora, se captó el respeto y la admiración de todos los montañeses".